# Mein lieber Reichskanzler!
Mein lieber Reichskanzler! : Sveriges kontakter med Hitlers rikskansli är en bok av journalisten Staffan Thorsell utgiven 2006 på Bonnier fakta (ISBN 91-85015-94-6). Boken handlar om kontakterna mellan det officiella Sverige och Nazityskland under andra världskriget och bygger på forskning i svenska, tyska och amerikanska arkiv och bibliotek.
Titeln, Mein lieber Reichskanzler! (tyska för "min käre rikskansler!"), kommer av inledningen på det brev som Gustaf V under andra halvan av 1941 i hemlighet skickade till Tysklands rikskansler Adolf Hitler för att gratulera denne till framgångarna på östfronten.